# Centro Singular de Investigación en Tecnologías Inteligentes
El Centro Singular de Investigación de Tecnologías Inteligentes (en gallego: Centro Singular de Investigación de Tecnoloxías Intelixentes, también conocido por sus siglas CiTIUS) es un centro de investigación situado en Santiago de Compostela, Galicia, que investiga las tecnologías de la información y, más concretamente, las tecnologías inteligentes.

El CiTIUS pertenece a la Red de Centros Singulares de Investigación (RCSI) de la Universidad de Santiago de Compostela, al igual que el CiQUS y el CiMUS.

## Historia
Las raíces de esta organización están en la "Agrupación Estratégica CiTIUS" fundada en 2009, tras la cual se fundó el Centro Singular de Investigación en Tecnologías de la Información en el año 2010, y en 2012 se mudaron a sus instalaciones en el Campus Vida.
En 2019, se decidió cambiar el nombre a "Centro Singular de Investigación de Tecnologías Inteligentes", y centrarse en el campo de estudio de las tecnologías inteligentes, mercado que genera una gran cantidad de dinero, y que se espera que crezca todavía más en el futuro.

La tecnología desarrollada en este centro dio lugar a la fundación de dos empresas: Situm Technologies, una empresa que ofrece localización y posicionamiento en interiores a través del móvil, e Imagames, una empresa que permite crear juegos para facilitar la formación de empleados y como estrategia de marketing para fidelizar a los clientes.

## Investigación
El CiTIUS se centra en las siguientes líneas de investigación:
- Aprendizaje automático
- Computación avanzada
- e-Salud
- Procesamiento aproximado
- Robots personales
- Sensores autónomos
- Tecnologías del lenguaje natural
- Visión artificial

## Financiación
Entre 2016 y 2018, el CiTIUS recibió 4.300.000€, de los cuales una gran parte proceden de I+D y de transferencia de su tecnología desarrollada a empresas, además de recibir distintas ayudas.